# Megacyllene punensis
Megacyllene punensis är en skalbaggsart som beskrevs av Martins och Maria Helena M. Galileo 2008. Megacyllene punensis ingår i släktet Megacyllene och familjen långhorningar. Inga underarter finns listade i Catalogue of Life.